# Adolf Ebert
Georg Karl Wilhelm Adolf Ebert, född den 1 juni 1820 i Kassel, död den 1 juli 1890 i Leipzig, var en tysk litteraturhistoriker.
Ebert var professor i romansk språkvetenskap i  Leipzig. Hans främsta arbeten är Quellenforschungen aus der geschichte Spaniens (1849), Handbuch der italienischen nationalliteratur (antologi och litteraturhistoria, 1854; 2:a upplagan 1864), Entwickelungsgeschichte der französischen tragödie, vornehmlich im 16. jahrhundert (1856), Allgemeine geschichte der literatur des mittelalters im abendlande (3 band, 1874-87; I, 2:a upplagan 1889) samt smärre uppsatser i den av Ebert och Ferdinand Wolf 1859-63 utgivna "Jahrbuch für romanische und englische literatur".